# Gózd (powiat radomski)
Gózd dawniej też Gozdowa – wieś w Polsce położona w województwie mazowieckim, w powiecie radomskim, w gminie Gózd. Wieś ma status sołectwa. Leży przy drodze krajowej nr 12 Radom – Lublin (projektowana droga ekspresowa S12).
Miejscowość jest siedzibą gminy Gózd, a także rzymskokatolickiej parafii Miłosierdzia Bożego w Goździe
| SIMC    | Nazwa     | Rodzaj    |
| ------- | --------- | --------- |
| 0621015 | Adamów    | część wsi |
| 0621009 | Karszówka | część wsi |

Do 1954 roku siedziba gminy Kuczki. W latach 1954–1972 wieś należała i była siedzibą władz gromady Gózd. W latach 1975–1998 miejscowość należała administracyjnie do województwa radomskiego.
W Goździe urodził się Franciszek Teodor Ejsmond (1859-1931), polski malarz.